# Рутегама (комуна)
Рутегама — одна з комун провінції Мурамвія, на півночі Бурунді. Центр — однойменне містечко Рутегама.

## Відомі особистості
У комунні народився:
- Еммануель Нійонкуру (1962—2017) — бурундійський політик.